# Movimento para a Defesa da Pátria
Movimento pela Defesa da Pátria (em francês:  Mouvement pour la défense de la patrie, MDP) é um movimento político e militar formado em 25 de junho de 2016 durante a Guerra do Mali.

## Organização e efetivos
O grupo foi fundado oficialmente 25 de junho de 2016 por Founé Hama Diallo. Este último, filho de pastor, liderou um conflito comunitário em sua região natal, Sossobé, em 1993, e então teria formado uma milícia para combater os rebeldes tuaregues em 1994. Em seguida, participou da Guerra Civil da Serra Leoa e da Primeira Guerra Civil da Libéria dentro da Frente Revolucionária Unida (FRU). Em 2012, juntou-se brevemente ao Movimento Nacional de Libertação do Azauade (MNLA), mas teria aderido ao Movimento para a Unidade e a Jihad na África Ocidental (MUJAO) por um tempo. Em 2013, propõe a criação de uma milícia peúle para defender o Estado maliano.
Para Rémi Carayol, jornalista da Jeune Afrique, este grupo "é o resultado de um trabalho liderado pelo general Ismaïla Cissé, em nome da associação Tabital Pulaaku, afim de desradicalizar e desarmar os jovens peúles de Macina que se juntaram à grupos jihadistas nos últimos anos e integrá-los no processo de DDR (desarmamento, desmobilização, reintegração) previsto pelo acordo de paz de Argel."
O grupo reivindica possuir 300 homens ativos em vários locais na região de Mopti. De acordo com Foune Diallo, a maioria dos combatentes são peúles, embora o grupo também compute nas suas fileiras bozos, songais e bambaras. Alguns são ex-jihadistas. Suas forças estão confinadas ao acampamento de Fassala, na Mauritânia, na fronteira com o Mali.
Desde sua criação, o MDL integra a Plataforma dos Movimentos de Autodefesa.

## Ideologia e objetivos
Oficialmente, o grupo afirma querer proteger "todas as populações" na região de Mopti e diz que não considera o Estado maliano como um inimigo. No entanto, de acordo com um testemunho citado por Jeune Afrique, Hama Foune Diallo realizou em julho, diante dos pastores reunidos no grande mercado de Niamana Garbal, na periferia de Bamako, "um discurso muito nacionalista. Disse-lhes que queria ensinar os peúles a manusear armas para se defender dos abusos do exército e dos tuaregues e que também queria dissuadi-los de se unirem aos jihadistas. Ele procura mobilizar os peúles em torno de um ideal".
Para Rémi Carayol, "este grupo suscita controvérsias: vários observadores veem como um meio para os peúles se ilibarem; outros falam de uma "milícia peúle" estabelecida com as bençãos do Estado para combater os jihadistas."